# Малевичі (зупинний пункт)
Мале́вичі (біл. Мале́вічы) — пасажирський залізничний зупинний пункт Гомельського відділення Білоруської залізниці на  електрифікованій магістральній лінії Гомель — Мінськ між обгінним пунктом Жлобин-Західний (3,6 км) та зупинним пунктом Казимирове (3,1 км).
Розташований у однойменному селі Малевичі Гомельської області.

## Пасажирське сполучення
На зупинному пункті Малевичі зупиняються поїзди регіональних ліній економкласу сполученням Жлобин — Осиповичі та Жлобин — Рабкор.
Приблизний час у дорозі з усіма зупинками до станцій Жлобин-Пасажирський — 17 хв., Осиповичі I — 1 год. 58 хв.